# Candelaria (Atlántico)
Pour les articles homonymes, voir Candelaria.
Candelaria est une municipalité située dans le département d'Atlántico, en Colombie.

## Démographie
Selon les données récoltées par le DANE lors du recensement de la population colombienne en 2005, Candelaria compte une population de 11 635 habitants.